# My Little Society
My Little Society è il terzo EP del girl group sudcoreano Fromis 9, pubblicato nel 2020.

## Tracce
1. Feel Good (Secret Code) – 3:45
2. Weather – 3:22
3. Starry Night (별의 밤; Byeol-ui bam) – 3:01
4. Somebody to love – 3:13
5. Mulgogi (물고기) – 2:52